# Microcavia niata
Microcavia niata (андська гірська каві) — вид гризунів родини кавієві, що мешкає в Альтіплано південно-західної Болівії та північно-східного Чилі. Вид не був помічений у південній Болівії й сусідній північній Аргентині але як очікується, мешкає й там. Діапазон проживання за висотою 3500–4000 м над рівнем моря. 

## Середовище проживання
Живе колоніями по 15–30 осіб, які займають невеликі площі. В основному мешкає на рівнинах Пуни, а у Чилі — виключно в заболочених місцях. Живе у норах, які викопує собі сам або може використати занедбані нори роду Ctenomys.

## Зовнішні ознаки
Гризун середніх розмірів. Колір хутра буро-коричневий з червоними і чорними волосками. Живіт білуватий або жовтуватий із сірим волоссям, ноги також білі з червонуватим відтінком і нарешті різці жовтувато-коричневі. Має дуже короткий хвіст, часом зовсім непомітний. На передніх ногах чотири пальці, на задніх три. 

## Життєвий цикл
Його період вагітності становить 53 дня, вага новонароджених тіла в середньому 36 грам. Як правило, самки народжують від двох до трьох дитинчат. Мінімальний вік для першої репродукції становить 28 днів. 